# Georg Braathe
Georg Braathe (* 15. Dezember 1903; † 23. Mai 1968) war ein norwegischer Langstreckenläufer.
Bei den Europameisterschaften 1934 in Turin wurde er Vierter über 10.000 Meter.
Dreimal wurde er Norwegischer Meister über 10.000 Meter (1933–1935) und zweimal über 5000 Meter (1933, 1934).

## Persönliche Bestzeiten
- 5000 m: 14:57,2 min, 18. August 1934, Oslo
- 10.000 m: 31:40,8 min, 3. September 1933, Stockholm